# Zlatá mušle
Zlatá mušle (španělsky Concha de Oro) je filmové ocenění pro nejlepší film udělované na Mezinárodním filmovém festivalu v San Sebastiánu. Festival se koná od roku 1953, ocenění je udělováno od roku 1957. V letech 1953 a 1954 byla nejlepším filmům udělena Velká cena (Gran Premio), v letech 1955 a 1956 pak Stříbrná mušle.
Cenu třikrát obdržel i československý/český film: v roce 1960 film Romeo, Julie a tma režiséra Jiřího Weisse, v roce 1965 film Zlatá reneta režiséra Otakara Vávry a v roce 2005 film Štěstí režiséra Bohdana Slámy.

## Velká cena
| Rok  | Film              | Režisér         | Země      |
| ---- | ----------------- | --------------- | --------- |
| 1953 | La Guerra de Dios | Rafael Gil      | Španělsko |
| 1954 | Sierra maldita    | Antonio del Amo | Španělsko |

## Stříbrná mušle
| Rok  | Film                    | Režisér            | Země   |
| ---- | ----------------------- | ------------------ | ------ |
| 1955 | Giorni d'amore          | Giuseppe de Santis | Itálie |
| 1956 | Tatínek (Il ferroviere) | Pietro Germi       | Itálie |

## Zlatá mušle
| Rok  | Film                                                                                          | Režisér                 | Země                                         |
| ---- | --------------------------------------------------------------------------------------------- | ----------------------- | -------------------------------------------- |
| 1957 | La nonna Sabella                                                                              | Dino Risi               | Itálie                                       |
| 1958 | Ewa chce spac                                                                                 | Tadeusz Chmielewski     | Polsko                                       |
| 1959 | Příběh jeptišky (The Nun's Story)                                                             | Fred Zinnemann          | USA                                          |
| 1960 | Romeo, Julie a tma                                                                            | Jiří Weiss              | Česko                                        |
| 1961 | Křivák (One-Eyed Jacks)                                                                       | Marlon Brando           | USA                                          |
| 1962 | L’isola di Arturo                                                                             | Damiano Damiani         | Itálie                                       |
| 1963 | Ve službách mafie (Mafioso)                                                                   | Alberto Lattuada        | Itálie                                       |
| 1964 | Ameriko, Ameriko (America, America)                                                           | Elia Kazan              | USA                                          |
| 1965 | Zlatá reneta                                                                                  | Otakar Vávra            | Česko                                        |
| 1965 | Mirage                                                                                        | Edward Dmytryk          | USA                                          |
| 1966 | Byla jsem tu šťastná (I Was Happy Here)                                                       | Desmond Davis           | Spojené království                           |
| 1967 | Dva na cestě (Two for the Road)                                                               | Stanley Donen           | USA                                          |
| 1968 | Umírání za dlouhého dne (The Long Day’s Dying)                                                | Peter Collinson         | Spojené království                           |
| 1969 | Lidé deště (The Rain People)                                                                  | Francis Ford Coppola    | USA                                          |
| 1970 | Ondata di calore                                                                              | Nelo Risi               | Itálie                                       |
| 1971 | Klářino koleno (Le genou de Claire)                                                           | Eric Rohmer             | Francie                                      |
| 1972 | The Glass House                                                                               | Tom Gries               | USA                                          |
| 1973 | Duch úlu (El espíritu de la colmena)                                                          | Víctor Erice            | Španělsko                                    |
| 1974 | Zapadákov (Badlands)                                                                          | Terrence Malick         | USA                                          |
| 1975 | Pytláci (Furtivos)                                                                            | José Luis Borau         | Španělsko                                    |
| 1976 | Cikáni jdou do nebe (Табор уходит в небо)                                                     | Emil Loteanu            | SSSR                                         |
| 1977 | Nedokončená skladba (Неоконченная пьеса для механического пианино)                            | Nikita Michalkov        | SSSR                                         |
| 1978 | Ilegální přistěhovalec (Alambrista!)                                                          | Robert M. Young         | USA                                          |
| 1979 | Осенний марафон                                                                               | Georgi Danelija         | SSSR                                         |
| 1980 | Dirigent (Dyrygent)                                                                           | Andrzej Wajda           | Polsko                                       |
| 1981 | Erekce, ejakulace, exhibice a další příběhy obyčejného šílenství (Storie di ordinaria follia) | Marco Ferreri           | Itálie                                       |
| 1982 | Demonios en el jardín                                                                         | Manuel Gutiérrez Aragón | Španělsko                                    |
| 1983 | Coup de foudre                                                                                | Diane Kurys             | Francie                                      |
| 1984 | Dravé ryby (Rumble Fish)                                                                      | Francis Ford Coppola    | USA                                          |
| 1985 | Yesterday                                                                                     | Radoslaw Piwowarski     | Polsko                                       |
| 1986 | La mitad del cielo                                                                            | Manuel Gutiérrez Aragón | Španělsko                                    |
| 1987 | Svatba v Galileji (Urs al-jalil)                                                              | Michel Khleifi          | Belgie - Francie - Izrael                    |
| 1988 | On the Black Hill                                                                             | Andrew Grieve           | Spojené království                           |
| 1989 | Homer a Eddie (Homer and Eddie)                                                               | Andrej Končalovskij     | USA                                          |
| 1989 | La nación clandestina                                                                         | Jorge Sanjinés          | Bolívie                                      |
| 1990 | Las cartas de Alou                                                                            | Montxo Armendáriz       | Španělsko                                    |
| 1991 | Alas de Mariposa                                                                              | Juanma Bajo Ulloa       | Španělsko                                    |
| 1992 | Každý hledá své místo na slunci (Un lugar en el mundo)                                        | Adolfo Aristarain       | Argentina                                    |
| 1993 | Počátek a konec (Principio y fin)                                                             | Arturo Ripstein         | Mexiko                                       |
| 1993 | Sara                                                                                          | Dariush Mehrjui         | Írán                                         |
| 1994 | Días contados                                                                                 | Imanol Uribe            | Španělsko                                    |
| 1995 | Margaret's Museum                                                                             | Mort Ransen             | Kanada - Spojené království                  |
| 1996 | Bwana                                                                                         | Imanol Uribe            | Španělsko                                    |
| 1996 | Trojan Eddie                                                                                  | Gillies Mackinnon       | Irsko                                        |
| 1997 | Konec sázek (Rien ne va plus)                                                                 | Claude Chabrol          | Francie                                      |
| 1998 | Co vítr dal a vzal (El viento se llevó lo qué)                                                | Alejandro Agresti       | Argentina - Francie - Nizozemsko - Španělsko |
| 1999 | C'est quoi la vie?                                                                            | François Dupeyron       | Francie                                      |
| 2000 | Zkáza mužů (La perdición de los hombres)                                                      | Arturo Ripstein         | Mexiko - Španělsko                           |
| 2001 | Taxi pro tři (Taxi para tres)                                                                 | Orlando Lübbert         | Chile                                        |
| 2002 | Pondělky na slunci (Los lunes al sol)                                                         | Fernando León de Aranoa | Španělsko - Francie - Itálie                 |
| 2003 | Schussangst                                                                                   | Dito Tsintsadze         | Německo                                      |
| 2004 | Želvy mohou létat (Lakposhtha parvaz mikonand)                                                | Bahman Ghobadi          | Írán - Irák                                  |
| 2005 | Štěstí                                                                                        | Bohdan Sláma            | Česko                                        |
| 2006 | Půlměsíc (Niwemang)                                                                           | Bahman Ghobadi          | Írán                                         |
| 2006 | Můj jediný syn (Mon fils à moi)                                                               | Martial Fougeron        | Francie                                      |
| 2007 | A Thousand Years of Good Prayers                                                              | Wayne Wang              | USA                                          |
| 2008 | Pandoranin kutusu                                                                             | Yeşim Ustaoğlu          | Turecko - Belgie - Francie - Německo         |
| 2009 | Nanjing! Nanjing!                                                                             | Lu Chuan                | Čína                                         |
| 2010 | Neds                                                                                          | Peter Mullan            | Spojené království - Francie - Itálie        |
| 2011 | Dvojité kroky (Los pasos dobles)                                                              | Isaki Lacuesta          | Španělsko - Švýcarsko                        |
| 2012 | U nich doma (Dans la maison)                                                                  | François Ozon           | Francie                                      |